# Burseolina
Burseolina es un género de foraminífero bentónico de la subfamilia Ehrenbergininae, de la familia Cassidulinidae, de la superfamilia Cassidulinoidea, del suborden Buliminina y del orden Buliminida. Su especie tipo es Burseolina calabra. Su rango cronoestratigráfico abarca desde el Eoceno superior hasta la Actualidad.

## Discusión
Clasificaciones previas incluían Burseolina en el suborden Rotaliina del orden Rotaliida.

## Clasificación
Burseolina incluye a las siguientes especies:
- Burseolina calabra
- Burseolina lubrica
- Burseolina pacifica
- Burseolina palmerae